# Jamo
Jamo («Я́мо») — бренд акустичного обладнання, заснований 1968 році в Данії теслею Пребеном Якобсеном і Юліусом Мортенсеном. Назва компанії утворена з перших складів прізвищ засновників. В 1994 році компанія стала найбільшим виробником гучномовців в Європі. На сьогодні належить компанії Klipsch.
У 1998 році компанія випустила та продала понад 11,5 мільйонів одиниць продукції. У 2002 році бізнесмен Андерс Хейріс був найнятий на посаду директора, щоб зупинити падіння продажів. Його зусилля виявилися безуспішними; основний спонсор компанії, FSN Capital, передав свою частку в бренді Jyske Bank. Хейріс подав у відставку. З 2004 року виробництво компанії розташоване в Китаї. У 2005 році Jamo перейшла до Klipsch Audio Technologies, про що Хейріс домовився перед тим, як піти у відставку.